# Perkamentus
Perkamentus (Engels: Dumbledore) is een familienaam uit de Harry Potterboekenreeks van de Britse schrijfster J.K. Rowling.
Het bekendste lid van deze familie is Albus Perkamentus. Hij is in het grootste deel van de boeken het schoolhoofd van Zweinstein.
Desiderius Perkamentus is de broer van Albus. Hij komt al voor in het vierde en vijfde boek, maar hij heeft in het laatste boek pas een grote rol.
Ariana Perkamentus is de zus van Albus en Desiderius. In de boeken speelt ze geen rol, omdat ze al is gestorven voordat de boeken zich afspelen, maar in het zevende deel wordt er wel uitgebreid over haar jeugd en haar dood verteld.
De reden dat Dumbledore (Perkamentus) Dumbledore heet komt omdat Dumbledore een ander woord is voor Bumblebee (hommel) en J.K. Rowling zich indacht dat hij tegen zich zelf zoemde als hij alleen was.

## Parcival Perkamentus
Parcival Perkamentus is de vader van Albus, Desiderius en Ariana, en de man van Kendra.
Parcival werd naar Azkaban gestuurd wegens het beheksen van drie Dreuzelkinderen die zijn dochter Ariana hadden aangevallen.
Dit kwam doordat een zeer jonge Ariana aan het toveren was, en werd gezien door drie kinderen (Dreuzels) die haar vroegen dat leuke kunstje nog eens te doen. Toen dat niet lukte werd ze aangevallen.
Haar vader werd in de tovenaarswereld beschouwd als een moordenaar. Hij stierf rond 1890 in Azkaban.

## Kendra Perkamentus
Kendra Perkamentus is de moeder van Albus, Desiderius en Ariana, en de vrouw van Parcival.
Ze werd per ongeluk vermoord door haar geestelijk labiele dochter Ariana in 1899.

## Familie Perkamentus
|                   |                   |                   |                   | Parcival Perkamentus | Parcival Perkamentus | Parcival Perkamentus | Parcival Perkamentus | Parcival Perkamentus   | Parcival Perkamentus   |                        |                        | Kendra Perkamentus     | Kendra Perkamentus     | Kendra Perkamentus | Kendra Perkamentus | Kendra Perkamentus | Kendra Perkamentus |                    |                    |                    |                    |
|                   |                   |                   |                   | Parcival Perkamentus | Parcival Perkamentus | Parcival Perkamentus | Parcival Perkamentus | Parcival Perkamentus   | Parcival Perkamentus   |                        |                        | Kendra Perkamentus     | Kendra Perkamentus     | Kendra Perkamentus | Kendra Perkamentus | Kendra Perkamentus | Kendra Perkamentus |                    |                    |                    |                    |
|                   |                   |                   |                   |                      |                      |                      |                      |                        |                        |                        |                        |                        |                        |                    |                    |                    |                    |                    |                    |                    |                    |
|                   |                   |                   |                   |                      |                      |                      |                      |                        |                        |                        |                        |                        |                        |                    |                    |                    |                    |                    |                    |                    |                    |
| Albus Perkamentus | Albus Perkamentus | Albus Perkamentus | Albus Perkamentus | Albus Perkamentus    | Albus Perkamentus    |                      |                      | Desiderius Perkamentus | Desiderius Perkamentus | Desiderius Perkamentus | Desiderius Perkamentus | Desiderius Perkamentus | Desiderius Perkamentus |                    |                    | Ariana Perkamentus | Ariana Perkamentus | Ariana Perkamentus | Ariana Perkamentus | Ariana Perkamentus | Ariana Perkamentus |